# Gervasio Antonio de Posadas
Gervasio Antonio de Posadas i Dávila (Buenos Aires, 18 de juny del 1757 - ibidem, 2 de juliol del 1833) va ser un polític argentí. El 31 de gener del 1814 va assumir el càrrec de Director Suprem de les Províncies Unides del Riu de la Plata, càrrec que va ocupar fins al dia 9 de gener del 1815.
Va cursar els estudis de primària al convent Sant Francesc, estudis que va continuar com a practicant legal de Manuel José de Lavardén. El 1789 va ser elegit general notari de la diòcesi, càrrec que va ocupar fins als esdeveniments de la Revolució de Maig. No va ser conscient de la imminent revolució i no s'esperava que el cabildo fos ocupat el 25 de maig del 1810. Un mes després va ser nomenat procurador i protector de la Ciutat de Buenos Aires, i va ser substituït pel doctor Miguel Mariano de Villegas, un jurista de la Reial Audiència de Buenos Aires, el 17 d'octubre del mateix any, ja amb el càrrec de Síndic Procurador General del Cabildo de la ciutat.
Els líders de la Revolució del 5 d'abril del 1811 el van expatriar de la ciutat i el van desterrar a Mendoza; El motiu va ser que les seves donacions a la Societat Patriòtica el van associar amb els seguidors de Mariano Moreno.
Va ser membre del Segon Triumvirat al costat de Nicolás Rodríguez Peña i Juan Larrea on van obeir els termes establerts a l'Assemblea de l'Any XIII que li va donar el Poder executiu. Es va valorar molt la seva col·laboració amb el triumvirat, motiu pel qual es va decidir, el 22 de gener del 1814, atorgar-li tot el Poder Executiu amb el títol de Director Suprem de les Províncies Unides del Riu de la Plata. Durant el seu breu mandat, Cornelio Saavedra i Joaquín Campana es van exiliar.
Una de les seves principals mesures va ser nombrar a San Martín Governador de Cuyo, enviant-li tropes i diners. Va facilitar la creació de l'esquadra que a la Campanya Naval del 1814 va derrotar a la Reial Armada Espanyola al Riu de la Plata assegurant la caiguda de Montevideo i desviant per tant a l'expedició espanyola de Morillo. Aquest any va disposar que el líder del procés independentista de Riu de la Plata José Artigas a la Província Oriental fos considerat sediciós i va rebutjar als seus diputats a Buenos Aires, provocant la constitució de la Liga de los Pueblos Libres de les Províncies Unides que inclouria a la Banda Oriental, Entre Ríos, Corrientes i Santa Fe. Per aquest motiu el general José Rondeau, cap de l'Exèrcit de l'Alt Perú, es va sublevar des del nord.
Aquesta sublevació i la recuperació de la corona espanyola per part del rei Ferran VII va provocar greus problemes al seu govern, per la qual va renunciar al seu càrrec el 9 de gener del 1815, 22 dies abans de complir un any de mandat. El va succeir el seu nebot Carlos María de Alvear, però després de la caiguda d'aquest a l'abril del 1815, Posadas va ser empresonat, passant per 22 cel·les diferentes en sis anys fins que va ser alliberat a mitjans del 1821. El 1829 va començar a escriure les seves Memòries, acabant-les poc temps després.